# 疏羽耳蕨
疏羽耳蕨（学名：Polystichum disjunctum）为鳞毛蕨科耳蕨属下的一个种。

## 扩展阅读
- 維基物種上的相關：疏羽耳蕨